# Viola organista
Viola organista inaczej klawiolin lub fortepian smyczkowy (niem. Geigenwerk) – muzyczny instrument klawiszowy, strunowy, połączenie fortepianu i skrzypiec. Został wymyślony przez Leonarda da Vinci na bazie organistrum.

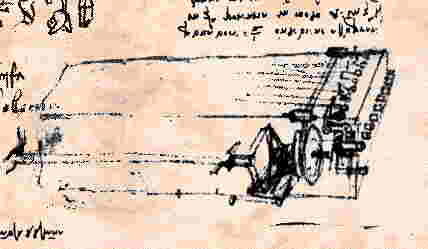
Szkic instrumentu w Kodeksie Atlantyckim Leonarda da Vinci

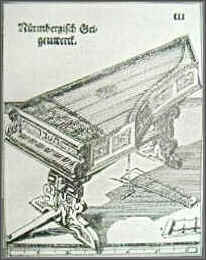
Klawiolin Heidena

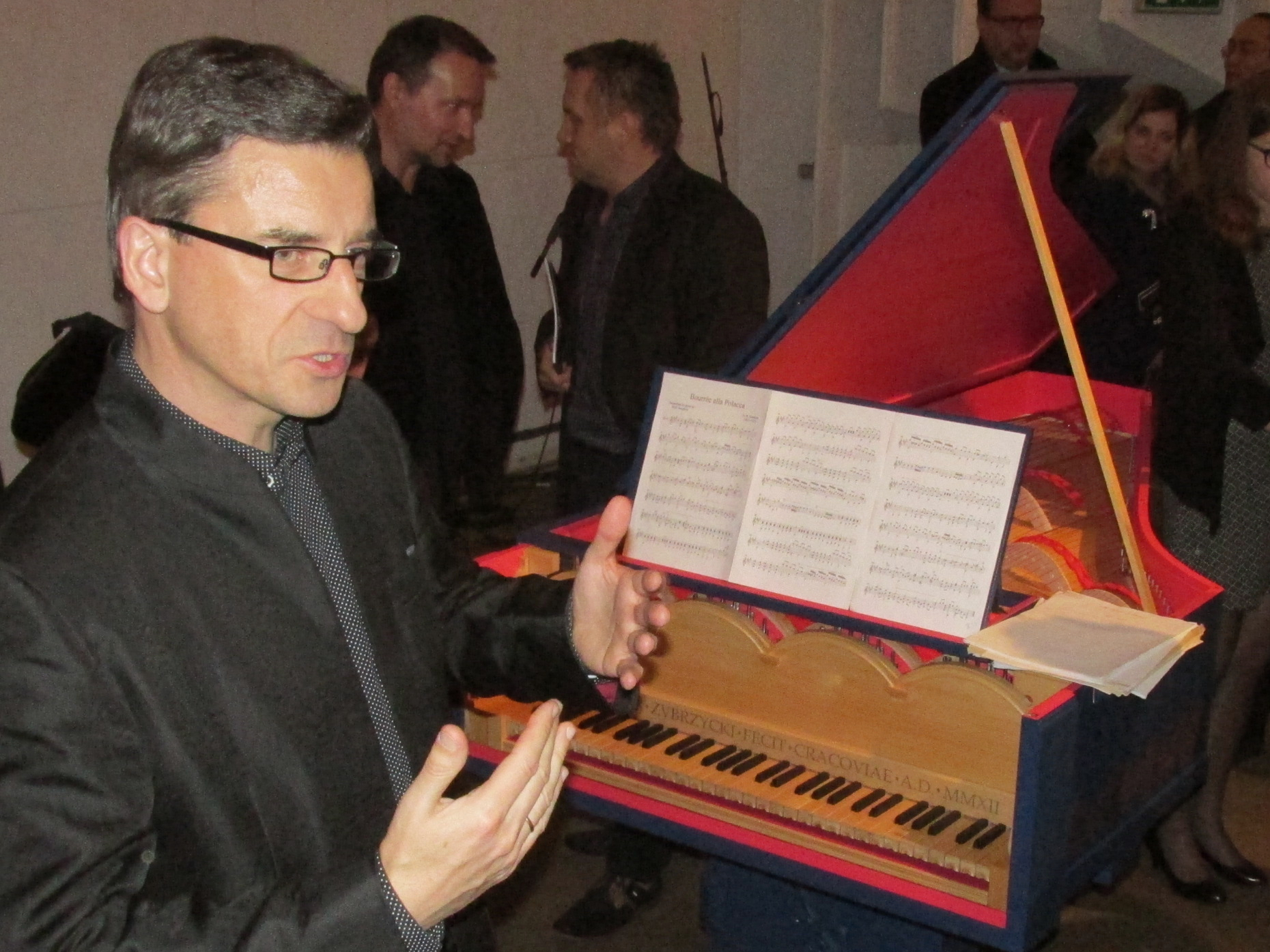
Sławomir Zubrzycki i viola organista (2015)

Viola organista była najbardziej skomplikowanym projektem instrumentu muzycznego autorstwa Leonarda. Pomysł Leonarda zachował się w Kodeksie Atlantyckim, Manuskrypcie paryskim H i Kodeksach Madryckich. Pomysł zakładał, by dźwięk był wytwarzany przez przesuwanie smyczka po napiętych strunach. Smyczek byłby poruszany za pomocą mechanizmu. Ton wydobywający się z instrumentu powstałby po uderzeniu w klawisze. Ostateczny i najbardziej rozbudowy projekt instrumentu zakładał zamontowanie płasko położonych smyczków na obracające się koła. Dociągnięcie odpowiedniej struny miało być możliwe za sprawą naciśnięcia klawisza. Konstrukcja umożliwiała dociągnięcie do smyczków kilku stron na raz, co miało pozwolić na urozmaicenie artykulacji instrumentu i odgrywanie akordów.
Za czasów Leonarda instrument nie powstał. Pierwszym podobnym instrumentem była konstrukcja z XVI wieku zbudowana przez niemieckiego wynalazcę instrumentów Hansa Haidena starszego. W roku 1625 na jego wzór Hiszpan Raymund Truchado zbudował kolejny instrument, który dzisiaj choć niesprawny przetrwał do czasów współczesnych i znajduje się w Muzeum Instrumentów Muzycznych w Brukseli. W latach 30. XIX wieku instrument skonstruował Jan Jarmusiewicz (1781–1844), jednak do dzisiejszych czasów klawiolin nie przetrwał. Nowoczesna rekonstrukcja viola organista powstała w roku 1994 w Japonii, stworzona przez Japończyka Akio Obuchi.
Instrument o możliwościach koncertowych, oparty na rozwiązaniach Hansa Haidena, zbudował w latach 2009-2012 polski pianista i kompozytor Sławomir Zubrzycki. Instrument wzbudził wówczas zainteresowanie mediów w kraju i za granicą, a krakowski muzyk otrzymał propozycję współpracy między innymi od islandzkiej wokalistki Björk.